# Contra Florentiam
Contra Florentiam római erőd a Duna bal partján. Az erődöt a Barbaricumon keresztül Daciába induló út védelmére hozták létre. A tábort elsősorban az őrjáratot biztosító lovas csapatok használták, de mint dunai kikötő is jelentős szerepe volt Dacia provincia létezése idején (i. sz. 106-271).

## Feltárása

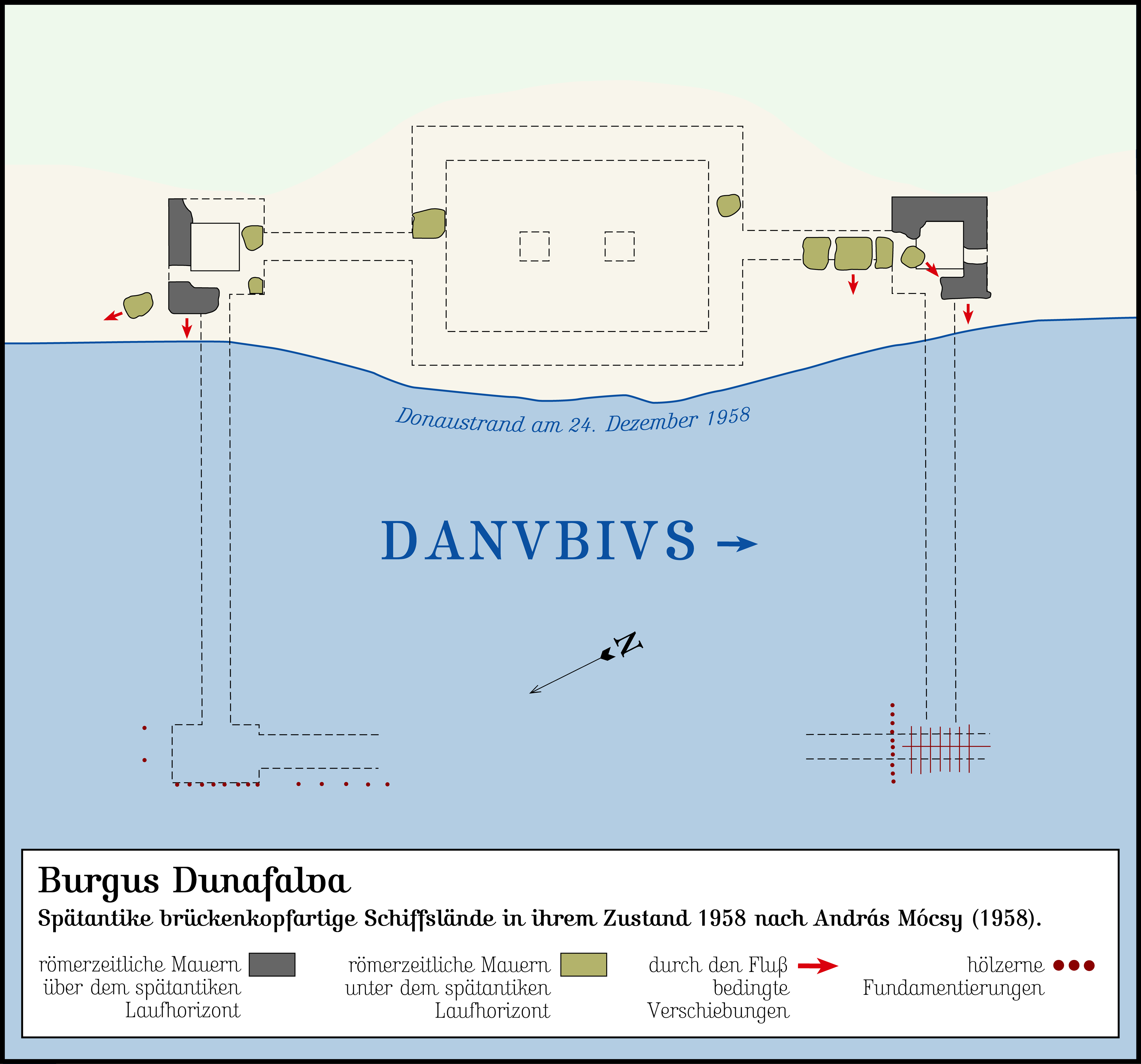
Az erőd Mócsy András által 1958-ban készített rekonstrukciós rajza

A római kori maradványokat 1885-ben írták le először. Majd a pannóniai limes felmérése során Wosinsky Mór mérte fel. Rajta kívül ásatásokat végzett itt Mócsy András, Domaszewsky Albert és Frölich Róbert. Cölöp alapokra épült mészhabarcssal készített kőfal biztosította a kikötőt.
Az előkerült pecsétes téglák és feliratos kövek alapján megállapították, hogy az erőd nem egyszerre, hanem folyamatosan, évszázadok alatt épült.
Az évszázadok során a Duna az erődöt vastag iszapréteggel fedte be. Így 1894-ben Wosinsky Mór meglepően jó állapotban találta. A 19. század elején végzett Duna-szabályozással a vízjárás erősen megváltozott, és az erőd nagy része ismét a felszínre került. A  romokból bányászott köveket először 1800-ban a dunaszekcsői templom, majd 1927-ben a szigeti kultúrház építéséhez használták fel. Az erőd a délkeleti torony alapjait kivéve napjainkra teljesen megsemmisült.
Mócsy András 1958-ban végzett helyszíni vizsgálatai alapján megállapította, hogy Contra Florentiam azonos tervek alapján készülhetett, mint a Duna és a Rajna más bal parti erődítményei, melyek hadikikötőként szolgáltak.
Feltételezik, hogy az egykori erőd romjai képezték a mohácsi csatával kapcsolatban ismert Angyalok templomának a szentélyét. A szentélyt a néphagyomány szerint az angyalok repítették ide.